# António Vieira
António Vieira (Lisboa, 6 de febrero de 1608 - Bahía, 18 de junio de 1697) fue un religioso, escritor y orador portugués perteneciente a la Compañía de Jesús. Fue uno de los personajes más influyentes del siglo XVII en temas de política, destacando también como misionero en tierras brasileñas. En este sentido, defendió infatigablemente los derechos humanos de los pueblos indígenas, combatiendo su explotación y esclavización. De hecho, ellos le llamaban "Paiaçu" (Padre Grande, en Tupi). Sus amigos le llamaban "Tonio". Defendió también a los judíos, trabajando por la abolición de la distinción entre cristiano nuevo y cristiano viejo. Criticó severamente a muchos sacerdotes de su época, y a la propia Inquisición. En la literatura, sus sermones pueden considerarse una importante influencia para el Barroco en Brasil. De hecho, en sus universidades se exigía frecuentemente su lectura. Su obra principal es História do Futuro de 1649.

## Biografía

### Origen y llegada a Brasil
Nace en el seno de una familia humilde, en uno de los barrios más desfavorecidos de Lisboa. Su padre era miembro de la Armada portuguesa, y fue escriba de la Inquisición durante dos años.  En esa tesitura su progenitor tiene que partir para Brasil en 1609, para asumir el cargo de escriba en Salvador de Bahía, en la Capitanía de la Bahía de Todos los Santos. En 1614 mandó a su familia a vivir con él, y por tanto António Vieira llega a Brasil con tan solo seis años.

### Estudios e inicios como misionero
Estudió en la única escuela que había en Bahía en ese momento, un colegio de jesuitas en Salvador. Las fuentes dicen que en un primer momento no era buen estudiante, pero luego se volvió brillante. Así, pasó a formar parte de la Compañía de Jesús, como novicio, en 1623. Más tarde, tras licenciarse, se convierte en profesor de Humanidades.
En el marco de las primeras Invasiones holandesas de Brasil (en torno a 1624) tuvo que refugiarse en el interior del país, y allí surgió su vocación de misionero. A raíz de eso un año más tarde, en 1625, abandona el noviciado y se hace misionero. Estudió no sólo Teología, sino también Lógica, Física, Metafísica, Matemáticas y Economía. En 1634 se ordena sacerdote.
En la segunda invasión holandesa, entre 1630 y 1654, defendió que Portugal entregase la región a Holanda, pues se gastaba diez veces más en la defensa y mantenimiento del territorio que en lo que se obtenía como contrapartida, por no hablar de la superioridad militar de Holanda.
En estos años, en el marco de una disputa entre dominicos y jesuitas, el padre Antonio Vieira vio como su posición se malograba por su defensa de los judíos. Además, las críticas se acentuaron tras la pérdida del Nordeste de Brasil.

### En Portugal
Tras la Independencia de Portugal respecto a España, en 1640, inicia su carrera como diplomático. En 1641 integró una delegación que fue a Portugal a jurar obediencia al nuevo monarca. Su pericia como orador le hizo estar cerca de la corona durante su estancia en tierras lusas. Así, en 1646 fue enviado a Holanda, y en 1647 a Francia, llevando a cabo en ambas ocasiones tareas diplomáticas. A Holanda fue a solicitar la devolución del Nordeste de Brasil.
Por otro lado, su iniciativa para que la corona ayudase económicamente a los cristianos nuevos le hizo entrar en conflicto con la Inquisición y con la recién fundada Compañía de Comercio de Brasil.

### Vuelta a Brasil
En Portugal no gustaban sus ideas en favor de los judíos y de los cristianos nuevos, y vivió una época cargada de turbulencias que le hizo volver a Brasil en 1652, en donde permanecería hasta 1661. Allí fue misionero en Maranhão y en Grão-Pará, siempre defendiendo la libertad de los indios.
El padre Serafim Leite escribe sobre Vieira que, en este contexto, llevó a cabo un papel idéntico en la zona norte de Brasil al que desempeñaron los primeros jesuitas en el centro y en el sur: la defensa de los indios.

### Vuelta a Portugal
Con la muerte de Juan IV de Portugal, António Vieira vuelve a Portugal, tomando el papel de confesor de la regente Luisa de Guzmán. En cualquier caso, tras la muerte de Alfonso VI de Portugal Vieira no encontró apoyo en tierras lusas. Nuevamente entró en conflicto con la Inquisición, que lo acusó de hereje sobre la base de una carta de 1659 al obispo de Japón, en la que exponía su teoría sobre el Quinto Imperio, una profecía que habla de que Portugal estaría predestinado a ser la cabeza de un gran imperio en el futuro.
Fue expulsado de Lisboa, y a partir de aquí pasó su particular "travesía del desierto". Fue encarcelado en Oporto, más tarde en Coímbra. En 1667 fue condenado a no poder predicar, pero seis meses después la pena fue anulada. Con la Regencia de D. Pedro, futuro Pedro II de Portugal, recuperó su posición.

### En Roma
Tras esto, pasó una etapa de seis años en Roma, entre 1669 y 1675. La Curia Romana quedó deslumbrada con sus discursos y sermones, según indican las fuentes. Con apoyos bien posicionados, renovó la crítica a la Inquisición, a la cual seguía considerando nociva para el equilibrio de la sociedad portuguesa.

### En Portugal por última vez
Tras esto regresó a Lisboa. Cuando en 1671 fue promovida una nueva expulsión contra los judíos, nuevamente los defendió. El príncipe regente, que en este momento se había posicionado afín al Santo Oficio, recibe estas críticas fríamente. En cualquier caso, a partir de aquí António Vieira se retira ligeramente de la vida pública.

### En Brasil, por última vez
El padre Vieira decidió ir nuevamente a Brasil, en 1681. Decidió centrarse en sus escritos, dejando una de las obras más prolíficas. Así, publicó sus Sermões ("Sermones") en 16 volúmenes. Escribió más de 500 cartas que fueron publicadas en 3 volúmenes. Toda su producción fue alabada en Europa, incluso por la Inquisición. Sin embargo, su edad era más que avanzada. En 1694 ya no era capaz de escribir por su propia mano y poco a poco fue perdiendo su característica voz. Así, el 18 de julio de 1697, con 89 años, falleció en Salvador de Bahía.

## Leyendas
Existen multitud de leyendas relacionadas con el padre António Vieira. De entre ellas, hay dos que destacan por encima de todas. La primera afirma que, en su juventud, le fue concedida su genialidad por la virgen María. La segunda, que un ángel le indicó el camino de vuelta a su escuela en una ocasión en la que se había extraviado. La figura de António Vieira está relacionada con el mito del sebastianismo.Según el historiador brasileño José Murilo de Carvalho:

"António Vieira en un curioso libro llamado Historia del Futuro, pretendía descubrir a los portugueses, que habían descubierto el mundo, el secreto de su futuro. Sostenía que Portugal estaba destinado por Dios a regir un Quinto Imperio, que sucedería a los imperios egipcio, asirio, persa y romano. En este Quinto Imperio, universal y cristiano, "todos los reinos se unirían bajo un mismo cetro, todas las cabezas obedecerían a una sola cabeza suprema, todas las coronas se reunirían en una diadema". El mito del imperio prometido estaba normalmente relacionado con la creencia mesiánica en el retorno del rey Sebastián, muerto a los 24 años en la batalla de Al Kasr al Kebir en Marruecos, en 1578. Según esta leyenda, él volvería para restablecer el reino o para fundar uno nuevo. Tres siglos más tarde, al terminar el siglo XIX, el mito mesiánico del retorno del rey Sebastián todavía estaba vivo entre los campesinos brasileños. Canudos era uno de los ejemplos de esta pervivencia."

## Obras

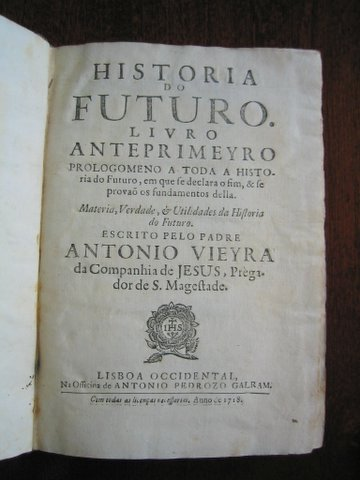
Primera página de "Historia do Futuro", de una edición de 1718.

Su obra completa muestra sus opiniones políticas de manera clara y bien escrita, gracias a su pericia como orador y escritor. Además de los Sermões, escribió Clavis Prophetarum, un libro de profecías que nunca concluyó. Esta es la lista completa de sus publicaciones:
- Sermão da Sexagésima
- Sermão de São José (1642)
- Maria Rosa Mística
- Sermão de Santo António aos Peixes
- Sermão de Nossa Senhora do Rosário
- Sermão da Quinta Dominga da Quaresma
- Sermão do Mandato
- Sermão Segundo do Mandato
- Sermão de Santa Catarina Virgem e Mártir
- Sermão Histórico e Panegírico
- Sermão da Glória de Maria, Mãe de Deus
- Sermão da Primeira Dominga do Advento (1650)
- Sermão da Primeira Dominga do Advento (1655)
- Sermão de São Pedro
- Sermão da Primeira Oitava de Páscoa
- Sermão nas Exéquias de D. Maria de Ataíde
- Sermão de São Roque
- Sermão de Todos os Santos
- Sermão de Santa Teresa e do Santíssimo Sacramento
- Sermão de Santa Teresa
- Sermão da Primeira Sexta-feira da Quaresma (1651)
- Sermão da Primeira Sexta-feira da Quaresma (1644)
- Sermão de Santa Catarina (1663)
- Sermão do Mandato (1643)
- Sermão do Espirito Santo
- Sermão de Nossa Senhora do Ó (1640)
- Quarta parte, licenças e privilégio real
- Sermão pelo Bom Sucesso das Armas de Portugal
- Sermão da Segunda Dominga da Quaresma (1651)
- Maria Rosa Mística Excelências, Poderes e Maravilhas do seu Rosário
- Sermão das Cadeias de São Pedro em Roma pregado na Igreja de S. Pedro. No qual sermão é obrigado, por estatuto, o pregador a tratar da Providência, ano de 1674
- Sermão do Bom Ladrão (1655)
- Sermão da Dominga XIX depois do Pentecoste (1639)
- Sermão XII (1639)
- Sermão XIII
- Sermão de Dia de Ramos (1656)
- Quarta Parte em Lisboa na Oficina de Miguel Deslandes
- Sermão do Quarto Sábado da Quaresma (1640)
- Sermão XIV (1633)
- Sermão Nossa Senhora do Rosário com o Santíssimo Sacramento
- Sermão XI Com o Santíssimo Sacramento Exposto
- Sermão da Quinta Dominga da Quaresma (1654)
- Sermão nas Exéquias de D. Maria da Ataíde (1649)
- Sermão de São Roque (1652)
- Sermão Segundo do Mandato (II)
- Sermão do Mandato (1655)
- Sermão da Epifania (1662)
- Sermão da primeira Oitava da Páscoa (1656)
- História do Futuro (vol. I)
- História do Futuro (vol. II)
- Esperanças de Portugal
- Defesa do livro intitulado Quinto Império